# Pterolophia bimaculaticeps
Pterolophia bimaculaticeps là một loài bọ cánh cứng trong họ Cerambycidae.